# Symfoni nr 3 (Mahler)
Symfoni nr 3 i D-moll av Gustav Mahler komponerades mellan 1893 och 1896. Med sina ungefär 90 minuter är det den längsta symfonin i standardrepertoaren för symfoniorkestrar.

## Tillkomsthistoria
På 1890-talet var Mahler dirigent i Hamburg. Under vinterhalvåret var han så upptagen av dirigentarbetet att han inte hann komponera, men på somrarna drog han sig tillbaka till den österrikiska landsbygden för att kunna komponera i lugn och ro. Vid tiden för den tredje symfonins tillkomst, somrarna 1895 och 1896, befann han sig i Steinbach am Attersee i alperna vid Salzburg. Där hade han tillgång till en liten stuga vid sjöstranden, möblerad enbart med piano, bord, karmstol och soffa. Varje morgon började han arbeta klockan 6, frukosten bars in till honom klockan 7, han arbetade därefter till 12, ibland ända till 3 på eftermiddagen. Därefter gjorde han långa vandringar i de vackra omgivningarna medan nya musikaliska idéer tog form. Någon enstaka gång kunde han ta emot besökare.

## Satser
Symfonin har sex satser:
1. Kräftig entschieden (Kraftigt och bestämt)
2. Tempo di Menuetto ( I menuettempo )
3. Comodo (Scherzando) ( Bekvämt, som ett scherzo)
4. Sehr langsam--Misterioso ( Väldigt långsamt, mystiskt )
5. Lustig im Tempo und keck im Ausdruck ( Skämtsamt tempo och med käckt uttryck )
6. Langsam--Ruhevoll--Empfunden ( Långsamt, lugnt, känsligt)

Den första delen av symfonin utgörs av den första satsen, med en speltid på lite mer än trettio minuter, ibland fyrtio. Den andra delen består av de fem andra satserna och har en speltid på cirka 60-70 minuter.
Ursprungligen hade Mahler ett program för satserna som han senare strök:
1. "Pan vaknar"
2. "Vad ängens blommor berättar"
3. "Vad skogens djur berättar"
4. "Vad människan berättar"
5. "Vad änglarna berättar"
6. "Vad kärleken berättar"

Ursprungligen fanns en sjunde sats med undertiteln "Vad barnet berättar", men den ströks och blev istället den sista satsen i Symfoni nr 4.
Första satsen är grotesk i sin utformning (som symfonin som helhet). Uppbyggnaden har grovt räknat sonatform. Det finns en omväxlande presentation av två temagrupper, men temata varieras och utvecklas vid varje presentation, och den typiska harmoniska logiken i sonatformens satser ersätts här med något nytt. Satsen påminner om motsvarande i symfoni nr 2, Uppståndelsesymfonin, men är längre. Den innehåller markerade marschtakter, intim kammarmusik och sagostämning.
Andra satsen är lekfull och avspänd. Den långsamma inledningen tycks härma naturens ursprungliga sömn som sakta samlar sig till en medryckande orkestermarsch. Ett tenortrombon introducerar en djärv melodi som utvecklas och omvandlas när den upprepas. Innovation är närvarande överallt i denna sats, inklusive dess skenbara längd. Vid dess skenbara slut spelar flera virveltrummor placerade "i ett högt galleri" en rytmisk passage som varar ungefär trettio sekunder, och satsens inledning med åtta horn upprepas nästan exakt.
Tredje satsen bygger på en av Mahlers sånger, "Ablösung im Sommer", som handlar om göken. Här sväller den dock till väldiga proportioner i ett mäktigt scherzo med eleganta fugor.
Fjärde satsen är en tonsatt dikt, "Midnattssången", av Nietzsche ur Also sprach Zarathustra för altröst. Denna mycket långsamma sats sjunker in djupt.
Stämningen bryts plötsligt i den femte satsen, en lustig sång för gosskör, Es sungen drei Engel, hämtad från Mahlers Des Knaben Wunderhorn. Här spelar slagverken en stor roll.
Den sjätte satsen är en magnifik, bred avslutning. Stråkarna bär en utsökt vacker melodi som bara blir starkare. Återtagningar från första satsen knyter ihop på väg mot ett crescendo och en avslutning som är fantastisk.

## Instrumentation
Verket är skrivet för stor orkester som består av:
| Träblås 4 Flöjter (Flöjt 3 o. 4 dubblerar Piccolaflöjt 1, 2) (4 Piccolaflöjter används istället för 4 Flöjter i första och femte satserna.) 4 Oboer (Ob. 4 dubblerar Engelskt horn) 3 Klarinetter i B och A (Kl. 3 dubblerar Basklarinett) (Kl. 1 dubbleras om möjligt) 2 Essklarinetter (Ess Kl. 2 dubbleras B-Kl. 4) (förstärkt i femte satsen om möjligt) 4 Fagotter (Fag. 4 dubblerar Kontrafagott) Brass 8 Valthorn i F 4 Trumpeter i F, B (2 eller flera höga stämmor kan förstärkas med Ess-trumpeter) 4 Tromboner Tuba | Slagverk Timpani (2 spelare) Bastrumma Virveltrumma Cymbaler Tamburin Tamtam Triangel Käppar 2 Klockspel1 Röster(på scenen) Alt solostämma (i fjärde och femte satserna) "I fjärran" Posthorn i B (ersätts ibland av Flygelhorn) (i tredje satsen) Flera virveltrummor (i första satsen) | "I ett högt galleri" Fyra till sex stämda klockor (eller Rörklockor) (i femte satsen) Damkör (i femte satsen) Gosskör (i femte satsen) Stränginstrument 2 harpor "Mycket stor stråksektion": Violin I, II Viola Violoncellos Kontrabas (Några med låga C) |

1De 2 klockspelen kan spelas av två slagverkare på ett instrument. Dagens klubbmetod kan delvis utföras av en spelare med två klubbor i varje hand.

## Text

### Fjärde satsen
Text från Friedrich Nietzsches Also sprach Zarathustra: "Midnattssången"
| Tysk originaltext O Mensch! Gib Acht! Was spricht die tiefe Mitternacht? "Ich schlief, ich schlief—, aus tiefem Traum bin ich erwacht:— Die Welt ist tief, und tiefer als der Tag gedacht. Tief ist ihr Weh—, Lust—tiefer noch als Herzeleid. Weh spricht: Vergeh! Doch all' Lust will Ewigkeit—, —will tiefe, tiefe Ewigkeit!" | Svenska O Människa! Tag dig i akt! Vad talar väl den djupa midnatt? "Jag sov, jag sov -, ur en djup dröm jag vaknat upp: - Världen är djup, ja djupare än dagen trott. Djup är dess smärta -, lust - djupare än hjärtesorg. Smärtan talar: Gå under! Dock: all lust önskar evighet -, den önskar djup, djup evighet!" |

### Femte satsen
Text från Des Knaben Wunderhorn
| Tysk originaltext Es sungen drei Engel einen süßen Gesang, mit Freuden es selig in dem Himmel klang. Sie jauchzten fröhlich auch dabei: daß Petrus sei von Sünden frei! Und als der Herr Jesus zu Tische saß, mit seinen zwölf Jüngern das Abendmahl aß, da sprach der Herr Jesus: "Was stehst du denn hier? Wenn ich dich anseh', so weinest du mir!" "Und sollt' ich nicht weinen, du gütiger Gott? Ich hab' übertreten die zehn Gebot! Ich gehe und weine ja bitterlich! Ach komm und erbarme dich über mich!" "Hast du denn übertreten die zehen Gebot, so fall auf die Knie und bete zu Gott! Liebe nur Gott in all Zeit! So wirst du erlangen die himmlische Freud'." Die himmlische Freud' ist eine selige Stadt, die himmlische Freud', die kein Ende mehr hat! Die himmlische Freude war Petro bereit't, durch Jesum und allen zur Seligkeit. | Svenska Där sjöngo tre änglar en underbar sång, med glädje i himlen det saligt ljöd. De jublade också av glädje därvid: att Petrus var från synden fri! Och när Herren Jesus till bords där satt, med sina lärjungar tolv nattvarden åt, då talade Jesus: "Varför står du här? Du gråter mot mig, när jag på dig ser!" "Och skull' jag ej gråta, du gode Gud? Jag överträtt har dina tio bud! Jag går här och gråter ju bitterligt! Ack kom och förbarma dig över mig!" "Och har du då överträtt tio Guds bud, så fall ner på knä och bed du till Gud! Älska blott Gud i all din tid! Då skall du nå fram till den himmelska fröjd.” Den himmelska fröjd är en salig stad, den himmelska fröjd ingen ände har! Den himmelska fröjd var åt Petrus beredd av Jesus, och alla till salighet. |

## Premiärer
- Ofullständigt "uruppförande": den 9 mars 1897 i Berlin.
- Urpremiär av det fullständiga verket: den 9 juni 1902 i Krefeld, Rheinland.
- Svensk premiär: Den 4 mars 1920. Auditorium, Konsertföreningens orkester, dirigent Georg Schnéevoigt. Solist: Elisabeth Kolmodin-Lindsten, alt.